# Detroit Pistons 2017-2018
La stagione 2017-2018 dei Detroit Pistons è stata la 70ª stagione della franchigia nella NBA.

## Draft
| Giro | Scelta | Giocatore    | Ruolo | Nazionalità | Università/Squadra |
| ---- | ------ | ------------ | ----- | ----------- | ------------------ |
| 1    | 12     | Luke Kennard | G     | Stati Uniti | Duke               |

## Roster
| \| Pos. \| Num. \| Naz. \| Nome \| Altezza \| Peso \| Data nascita \| Provenienza \| \| ---- \| ---- \| ---------------------- \| ------------------ \| ------- \| ------ \| ------------ \| ----------------- \| \| AP \| 25 \| Stati Uniti (bandiera) \| Bullock, Reggie \| 201 cm \| 93 kg \| 16-03-1991 \| North Carolina \| \| AP \| 33 \| Stati Uniti (bandiera) \| Ennis, James \| 201 cm \| 95 kg \| 07-07-1990 \| Long Beach State \| \| P/G \| 20 \| Stati Uniti (bandiera) \| Buycks, Dwight \| 191 cm \| 86 kg \| 06-03-1989 \| Marquette \| \| C \| 0 \| Stati Uniti (bandiera) \| Drummond, Andre \| 211 cm \| 127 kg \| 10-08-1993 \| Connecticut \| \| AG \| 8 \| Stati Uniti (bandiera) \| Ellenson, Henry \| 211 cm \| 111 kg \| 13-01-1997 \| Marquette \| \| P \| 22 \| Stati Uniti (bandiera) \| Felder, Kay (TW) \| 175 cm \| 80 kg \| 29-03-1995 \| Oakland \| \| P/G \| 9 \| Stati Uniti (bandiera) \| Galloway, Langston \| 188 cm \| 91 kg \| 09-12-1991 \| Saint Joseph's \| \| AG \| 23 \| Stati Uniti (bandiera) \| Griffin, Blake \| 208 cm \| 114 kg \| 16-03-1989 \| Oklahoma \| \| G \| 38 \| Stati Uniti (bandiera) \| Hearn, Reggie (TW) \| 196 cm \| 105 kg \| 14-08-1991 \| Northwestern \| \| P \| 1 \| Stati Uniti (bandiera) \| Jackson, Reggie \| 191 cm \| 94 kg \| 16-04-1990 \| Boston università \| \| AP \| 7 \| Stati Uniti (bandiera) \| Johnson, Stanley \| 201 cm \| 111 kg \| 25-09-1996 \| Arizona \| \| G \| 5 \| Stati Uniti (bandiera) \| Kennard, Luke \| 196 cm \| 91 kg \| 24-06-1996 \| Duke \| \| AG \| 30 \| Stati Uniti (bandiera) \| Leuer, Jon \| 208 cm \| 103 kg \| 14-05-1989 \| Wisconsin \| \| AG/C \| 24 \| Stati Uniti (bandiera) \| Moreland, Eric \| 208 cm \| 108 kg \| 24-12-1991 \| Oregon State \| \| P \| 14 \| Stati Uniti (bandiera) \| Smith, Ish \| 183 cm \| 79 kg \| 05-07-1988 \| Wake Forest \| \| AG \| 43 \| Stati Uniti (bandiera) \| Tolliver, Anthony \| 203 cm \| 109 kg \| 01-06-1985 \| Creighton \| \| P \| 41 \| Stati Uniti (bandiera) \| Nelson, Jameer \| 183 cm \| 86 kg \| 09-02-1982 \| Saint Joseph's \| | Allenatore - Stan Van Gundy Assistente/i - Malik Allen - Bob Beyer - Aaron Gray - Tim Hardaway - Charles Klask - Rex Walters - Otis Smith Legenda - (C) Capitano - (FA) Free agent - (S) Sospeso - (TW) Contratto Two-way - (GL) Assegnato a squadra G League affiliata - Infortunato Roster • Transazioni · Ultima transazione: 08 febbraio 2018 |                        |                    |         |        |              |                   |
| Pos. | Num. | Naz.                   | Nome               | Altezza | Peso   | Data nascita | Provenienza       |
| AP | 25 | Stati Uniti (bandiera) | Bullock, Reggie    | 201 cm  | 93 kg  | 16-03-1991   | North Carolina    |
| AP | 33 | Stati Uniti (bandiera) | Ennis, James       | 201 cm  | 95 kg  | 07-07-1990   | Long Beach State  |
| P/G | 20 | Stati Uniti (bandiera) | Buycks, Dwight     | 191 cm  | 86 kg  | 06-03-1989   | Marquette         |
| C | 0 | Stati Uniti (bandiera) | Drummond, Andre    | 211 cm  | 127 kg | 10-08-1993   | Connecticut       |
| AG | 8 | Stati Uniti (bandiera) | Ellenson, Henry    | 211 cm  | 111 kg | 13-01-1997   | Marquette         |
| P | 22 | Stati Uniti (bandiera) | Felder, Kay (TW)   | 175 cm  | 80 kg  | 29-03-1995   | Oakland           |
| P/G | 9 | Stati Uniti (bandiera) | Galloway, Langston | 188 cm  | 91 kg  | 09-12-1991   | Saint Joseph's    |
| AG | 23 | Stati Uniti (bandiera) | Griffin, Blake     | 208 cm  | 114 kg | 16-03-1989   | Oklahoma          |
| G | 38 | Stati Uniti (bandiera) | Hearn, Reggie (TW) | 196 cm  | 105 kg | 14-08-1991   | Northwestern      |
| P | 1 | Stati Uniti (bandiera) | Jackson, Reggie    | 191 cm  | 94 kg  | 16-04-1990   | Boston università |
| AP | 7 | Stati Uniti (bandiera) | Johnson, Stanley   | 201 cm  | 111 kg | 25-09-1996   | Arizona           |
| G | 5 | Stati Uniti (bandiera) | Kennard, Luke      | 196 cm  | 91 kg  | 24-06-1996   | Duke              |
| AG | 30 | Stati Uniti (bandiera) | Leuer, Jon         | 208 cm  | 103 kg | 14-05-1989   | Wisconsin         |
| AG/C | 24 | Stati Uniti (bandiera) | Moreland, Eric     | 208 cm  | 108 kg | 24-12-1991   | Oregon State      |
| P | 14 | Stati Uniti (bandiera) | Smith, Ish         | 183 cm  | 79 kg  | 05-07-1988   | Wake Forest       |
| AG | 43 | Stati Uniti (bandiera) | Tolliver, Anthony  | 203 cm  | 109 kg | 01-06-1985   | Creighton         |
| P | 41 | Stati Uniti (bandiera) | Nelson, Jameer     | 183 cm  | 86 kg  | 09-02-1982   | Saint Joseph's    |

## Classifiche

### Central Division
| Central Division        | Central Division | Central Division | Central Division | Central Division | Central Division | Central Division | Central Division | Central Division |
| Squadra                 | V                | S                | V%               | PR               | Casa             | Trasf            | Div              | PG               |
| ----------------------- | ---------------- | ---------------- | ---------------- | ---------------- | ---------------- | ---------------- | ---------------- | ---------------- |
| y – Cleveland Cavaliers | 50               | 32               | .610             | 9,0              | 29–12            | 21–20            | 11–5             | 82               |
| x – Indiana Pacers      | 48               | 34               | .585             | 11,0             | 27–14            | 21–20            | 10–6             | 82               |
| x – Milwaukee Bucks     | 44               | 38               | .537             | 15,0             | 25–16            | 19–22            | 6–10             | 82               |
| Detroit Pistons         | 39               | 43               | .476             | 20,0             | 25–16            | 14–27            | 9–7              | 82               |
| Chicago Bulls           | 27               | 55               | .329             | 32,0             | 17–24            | 10–31            | 4–12             | 82               |

### Eastern Conference
| Eastern Conference | Eastern Conference        | Eastern Conference | Eastern Conference | Eastern Conference | Eastern Conference | Eastern Conference |
| #                  | Squadra                   | V                  | S                  | V%                 | PR                 | PG                 |
| ------------------ | ------------------------- | ------------------ | ------------------ | ------------------ | ------------------ | ------------------ |
| 1                  | c – Toronto Raptors *     | 59                 | 23                 | .720               | –                  | 82                 |
| 2                  | x – Boston Celtics        | 55                 | 27                 | .671               | 4,0                | 82                 |
| 3                  | x – Philadelphia 76ers    | 52                 | 30                 | .634               | 7,0                | 82                 |
| 4                  | y – Cleveland Cavaliers * | 50                 | 32                 | .610               | 9,0                | 82                 |
| 5                  | x – Indiana Pacers        | 48                 | 34                 | .585               | 11,0               | 82                 |
| 6                  | y – Miami Heat *          | 44                 | 38                 | .537               | 15,0               | 82                 |
| 7                  | x – Milwaukee Bucks       | 44                 | 38                 | .537               | 15,0               | 82                 |
| 8                  | x – Wash. Wizards         | 43                 | 39                 | .524               | 16,0               | 82                 |
|                    |                           |                    |                    |                    |                    |                    |
| 9                  | Detroit Pistons           | 39                 | 43                 | .476               | 20,0               | 82                 |
| 10                 | Charlotte Hornets         | 36                 | 46                 | .439               | 23,0               | 82                 |
| 11                 | N.Y. Knicks               | 29                 | 53                 | .354               | 30,0               | 82                 |
| 12                 | Brooklyn Nets             | 28                 | 54                 | .341               | 31,0               | 82                 |
| 13                 | Chicago Bulls             | 27                 | 55                 | .329               | 32,0               | 82                 |
| 14                 | Orlando Magic             | 25                 | 57                 | .305               | 34,0               | 82                 |
| 15                 | Atlanta Hawks             | 24                 | 58                 | .293               | 35,0               | 82                 |

## Mercato

### Free Agency

#### Prolungamenti contrattuali
| Giocatore      | Contratto                     |
| -------------- | ----------------------------- |
| Reggie Bullock | 2 anni – 5 milioni di dollari |

#### Acquisti
| Giocatore         | Contratto                       | Provenienza      |
| ----------------- | ------------------------------- | ---------------- |
| Langston Galloway | 3 anni – 21 milioni di dollari  | Sacramento Kings |
| Eric Moreland     | 3 anni – 4,8 milioni di dollari | Canton Charge    |
| Anthony Tolliver  | 1 anno – 3,3 milioni di dollari | Sacramento Kings |

#### Cessioni
| Giocatore                | Motivo     | Nuova squadra  |
| ------------------------ | ---------- | -------------- |
| Kentavious Caldwell-Pope | Free agent | L.A. Lakers    |
| Aron Baynes              | Free agent | Boston Celtics |

### Scambi
| 28 giugno 2017  | Detroit PistonsCash considerations                     | Houston RocketsDarrun Hilliard                                                                               |
| 7 luglio 2017   | Detroit PistonsAvery Bradley Scelta 2º giro Draft 2019 | Boston CelticsMarcus Morris                                                                                  |
| 29 gennaio 2018 | Detroit PistonsBlake Griffin Brice Johnson Willie Reed | L.A. ClippersTobias Harris Avery Bradley Boban Marjanović Scelta protetta 1º giro Draft Scelta 2º giro Draft |
| 8 febbraio 2018 | Detroit PistonsJameer Nelson                           | Chicago BullsWillie Reed Scelta 2º giro Draft                                                                |
| 8 febbraio 2018 | Detroit PistonsJames Ennis                             | Memphis GrizzliesBrice Johnson Scelta 2º giro Draft 2022                                                     |

## Premi individuali
| Assegnato a    | Premio                                       | Data premio      | Ref.   |
| -------------- | -------------------------------------------- | ---------------- | ------ |
| Tobias Harris  | Giocatore della settimana Eastern Conference | 13 novembre 2017 | [ 9 ]  |
| Andre Drummond | Giocatore della settimana Eastern Conference | 5 febbraio 2018  | [ 10 ] |